# Pozo de Guadalajara (kommun)
Pozo de Guadalajara är en kommun i Spanien.   Den ligger i provinsen Provincia de Guadalajara och regionen Kastilien-La Mancha, i den centrala delen av landet, 50 km öster om huvudstaden Madrid. Antalet invånare är 1 329.